# Rubus liui
Rubus liui là loài thực vật có hoa trong họ Hoa hồng. Loài này được Yuen P. Yang & S.Y. Lu miêu tả khoa học đầu tiên năm 1976.